# Rodrigo Alberto Gutiérrez Schwanhausen
Rodrigo Alberto Gutiérrez Schwanhausen es un abogado y político costarricense. Hijo del médico y dirigente izquierdista Rodrigo Gutiérrez Sáenz quien fue candidato presidencial por la coalición de izquierdas Pueblo Unido y diputado. Gutiérrez Schwanhaussen fue diputado por el partido socialista Fuerza Democrática en el período 1994-1998 junto a Célimo Guido Cruz en la primera bancada que obtuvo dicho partido. Sería candidato presidencial por el Nuevo Partido Democrático en las elecciones de 1998 obteniendo muy pocos votos. Posteriormente fue Fiscal en el Comité Nacional del Partido Acción Ciudadana luego pasándose a otras filas políticas.